# Chiesa di San Nicola Vescovo (San Salvo)
La chiesa parrocchiale di San Nicola Vescovo è un edificio di culto situato a San Salvo, in provincia di Chieti ed arcidiocesi di Chieti-Vasto.

## Storia

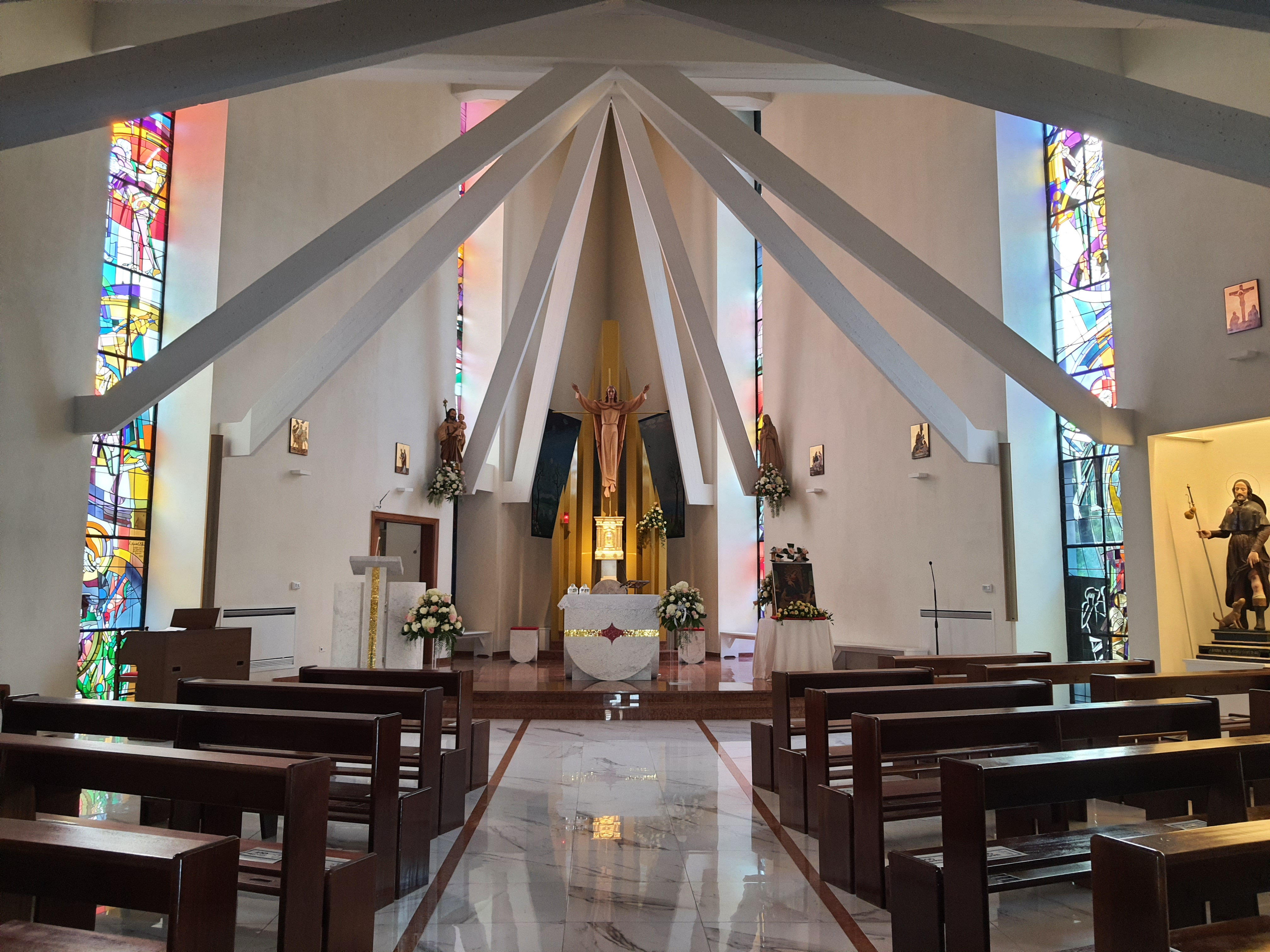
L'interno della chiesa.

La parrocchia di San Nicola venne istituita nel 1973 ed era inizialmente ospitata nell'antica chiesa dell'Addolorata. La piccola chiesa si era resa insufficiente a soddisfare le esigenze  del quartiere di San Nicola in via di espansione. La nuova chiesa, progettata dall'architetto Massimo De Vico Fallani, venne portata a termine nel 1979.
Nel settembre 2019 vengono iniziati i lavori di ristrutturazione e ampliamento, con la realizzazione di una nuova facciata, arredi liturgici e locali parrocchiali annessi. Anche se ancora incompleta, la chiesa è stata riaperta al culto il 6 febbraio 2021. Il 2 ottobre dello stesso anno l'opera è stata terminata con la dedicazione del nuovo altare.
La chiesa è la parrocchia del sobborgo omonimo.

## Descrizione
La chiesa, assieme all'adiacente campanile, è a pianta triangolare. La scalinata del sagrato, ha un'estensione semicircolare. Separata dal resto della struttura è invece la torre campanaria, con terminazione a punta.
L'interno, a navata unica, si protende progressivamente verso l'alto, restringendosi. È scandito inoltre da tre coppie di travi poste in corrispondenza delle artistiche vetrate istoriate, realizzate a Firenze da Augusto Ranocchi. All'ingresso, sulla sinistra, è collocato il fonte battesimale dalla forma ottagonale. Nella zona absidale vi sono l'altare e l'ambone in marmo di Carrara con alcuni elementi in mosaico, opere dell'artista locale Raffaele Mucilli. Alle loro spalle si elevano sette colonne in metallo dorato che sorreggono la statua in legno del Cristo Risorto. Nello spazio retrostante, un dipinto dell'artista Irene Invrea raffigurante la Creazione. Nel tempio sono presenti, oltre al simulacro di San Nicola, anche quelli di Santa Lucia e San Rocco in una apposita nicchia.